# Keresztény anarchizmus
A keresztény anarchizmus eszméjének 20. századi kialakulása és története egyaránt kapcsolódik a keresztény felekezetek társadalmi tanításának időbeli változásához (pl. keresztényszocializmus) valamint az anarchizmus más irányzataihoz. Magyarországon kevéssé ismert ideológia.
A keresztény anarchizmus azon az állításon alapszik, hogy a kereszténységhez és az evangéliumok tanításához leginkább az anarchia, azaz egy uralom nélküli társadalom áll legközelebb. Ez az állítás abban a gondolatban gyökerezik, hogy a keresztények számára Isten az egyedüli tekintély. Ezért a keresztény anarchizmus számára elfogadhatatlan az az elképzelés, hogy emberi tekintélyek, mint például uralkodók és kormányok széles körű hatalommal rendelkezzenek és az emberi társadalmak sorsáról döntsenek. A keresztény anarchisták szerint az állam eredendően erőszakos, amikor pedig egy-egy állam nagyságát dicsőítjük, akkor valójában egy hamis bálvány előtt borulunk le. A keresztény anarchisták úgy tartják, hogy az emberek számára a megfelelő társadalmi berendezkedés "Isten országa", amelyben az emberi kapcsolatokat a megosztott felelősségvállalás, a vezetők szolgálatkészsége és az általános részvétel jellemzi. A keresztény anarchisták társadalom és egyházképe szemben áll az intézményes vallásokra általában jellemző hierarchikus berendezkedéssel.
Minden más bibliai forrásnál fontosabb a keresztény anarchizmus számára a Hegyi Beszéd, amelyet eszméik eredeteként szoktak megjelölni. A legtöbb keresztény anarchista egyben pacifista, tehát elutasítja az erőszak minden formáját, legfőképp a háborút. A modern kori, 20. századi keresztény anarchizmus legfontosabb szövegének Lev Tolsztoj Isten országa közöttetek van című művét tekinthetjük. (Magyarul csak részletek jelentek meg a műből Az újkor vége címmel.)